# میهوتسی
میهوتسی (به لاتین: Mihovtsi) یک منطقهٔ مسکونی در بلغارستان است که در تریاونا واقع شده‌است.